# Радисти-шифрувальники

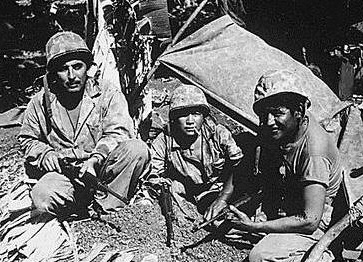
Радисти-шифрувальники навахо, Сайпан, червень 1944 року

Радисти-шифрувальники (англ. Code talkers) — зв'язківці, які для усної передачі таємних даних використовують код на основі природних мов.
Найбільш систематично готувалися в ході Першої та Другої світових воєн індіанські радисти-шифрувальники, про що відомо із розсекречених у 1968 році документів. Вони використовували невідомість рідної мови за межами своїх етнічних груп, додатково замінюючи значущі слова на основі офіційно або неофіційно розробленого коду. Наприклад, описуючі підводний човен як «залізну рибу» (індіанці навахо).
У популярній культурі найбільш відомі радисти-шифрувальники навахо, спеціально набрані й підготовлені морською піхотою США для бойових дій проти Японії на тихоокеанському театрі воєнних дій під час Другої світової війни. Вони переважали числом інших шифрувальників, яких загалом налічувалося 400—500 чоловік. Радистам навахо присвячений фільм «Ті, що говорять із вітром» 2002 року.
Також відомі радисти-шифрувальники з індіанських племен черокі, чокто, команчі, хопі, сіу тощо. Після розкриття участі індіанських шифрувальників у війні та виходу популярних фільмів про це, з'ясувалося, що загалом у цьому проєкті брали участь представники щонайменше 18-ти різних племен. Крім індіанців, американська армія використовувала басків.

## Використаннямови черокі
Перший відомий в історії випадок використання мови індіанців армією США для передачі повідомлень під час бойових дій — друга битва на Соммі у вересні 1918 року. Тоді під час Першої світової війни у складі 30-ї піхотній дивізії США, що діяла в координації з британськими військами і під британським командуванням, перебувало кілька загонів індіанців черокі.

## Використаннямови чокто

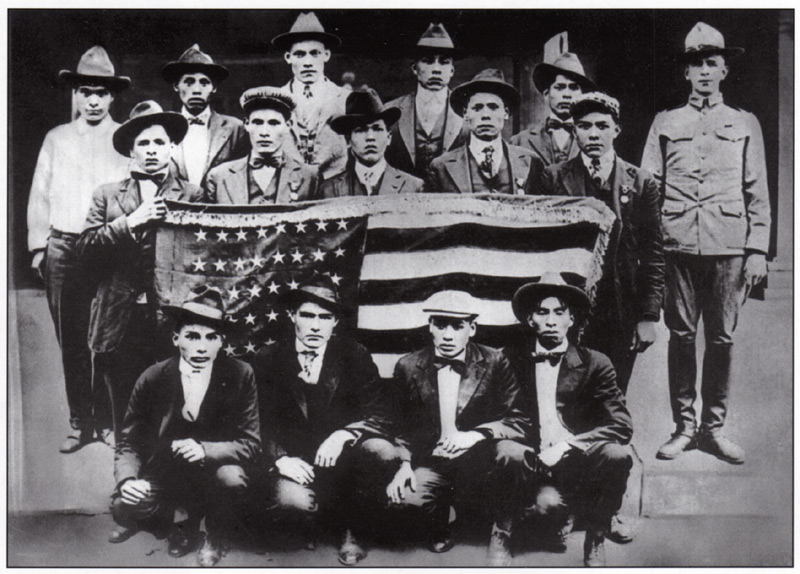
Група шифрувальників чокто в тренувальному таборі часів Першої світової війни

Наприкінці Першої світової війни капітан Лоренс (Армія США) почув, як його солдати Соломон Луїс і Мітчелл Бобб розмовляють один з одним на чокто. Запитавши їх, він дізнався, що в одному батальйоні в нього вісім носіїв мови чокто. Згодом у 36-й піхотній дивізії США для шифрування повідомлень було підготовлено 14 зв'язківців-чокто. Вони допомогли експедиційним військам США перемогти в боях Мюс-Аргонської кампанії у Франції, що стала однією із завершальних у перемозі над Німеччиною. Протягом доби, після того як мова чокто став використовуватися в бойових умовах, в бойових діях стався поворот не на користь військ Німеччини, а менш ніж через три доби війська Союзників переслідували відступаючі німецькі війська.

## Використання мови команчів
Відомо, що любитель романів Карла Мая Адольф Гітлер знав про використання індіанських мов під час Першої світової війни. Проте велика кількість діалектів завадила відіграти ім суттєву роль у війні. Американське командування, зважаючи на це, також не покладалося лише на зв'язківців-індіанців, проте під час операціях в Нормандії використало 14 зв'язківців-команчів.

## Використання мови сок-фокс
У січні 1941 в Армію США добровільно вступило двадцять сім індіанців племені месквоки (фокс) — 16 % індіанців цього племені живуть у штаті Айова. Вони користувалися рідною мовою в радіопереговорах у Північній Африці.

## Використання мови навахо
Син місіонера Філіп Джонсон, який виріс у резервації індіанців навахо, запропонував використовувати їхню мову в радіопереговорах. У мови навахо не було писемності, алфавіту, не існувало жодних посібників і не велася наукова робота з її вивчення. Вільно мовою навахо говорило лише близько 30 неіндіанців. Ідея була схвалена, був розроблений код для радіопереговорів і понад сотні радистів-навахо брали участь в бойових діях з Японією на Тихому океані. Вони також брали участь в Корейській війні і, короткий час, у В'єтнамській війні.

## Використання баскської мови
У травні 1942 року на зустрічі 60 морських піхотинців баскського походження в районі Сан-Франциско була висунута ідея використання в радіопереговорах баскської мови.
Пропозиція була зустрінута командуванням з обережністю, оскільки на контрольованих Японією територіях жили люди, які володіли цією мовою: у Хіросімі проживало 35 баскських єзуїтів, у Китаї, на Філіппінах та в інших частинах Азії також жили баски, деякі з яких були прихильниками режиму Франко.
З цієї причини, баскські радисти-шифрувальники не застосовувалися в цих районах, і спочатку використовувалися на Гаваях і в Австралії для передавання другорядної інформації. 1 серпня 1942 року баскською мовою було передано попередження про початок операції «Яблуко» проти японців на Соломонових островах, а також повідомлення про дату початку операції на Гуадалканале (7 серпня).
У міру розширення театру воєнних дій виявилася нестача басків-радистів, тому більш перспективним було визнано використання в цих цілях індіанців навахо.

## Криптографічні переваги
Тоді як штучно створений шифр, що змінює повідомлення відомою мовою, може бути одноразово розшифрований противником, забезпечуючи зрозумілість подальшої комунікації, розуміння шифру на основі природної мови вимагає мовленнєвих навичок, які набуваються протягом значного часу.
За трансляції значно спадає ймовірність утручання противника із фейковими повідомленнями: носії мови завжди впізнають чужорідний акцент.

## У популярній культурі
Найбільш відомий фільм — «Ті, що говорять з вітром» 2002 року режисера Джона Ву, присвячений ролі шифрування в умовах бойових дій: художній сюжет розвивається навколо долі радистів-шифрувальників, що передають повідомлення мовою навахо в битві за Сайпан (Маріанські острови) влітку 1944 року. У головній ролі фільму знявся знаменитий актор Ніколас Кейдж, що зобразив морського піхотинця, який зобов'язаний знищити шифрувальника в разі загрози захоплення його ворогом.